# Lac Chungará
Le lac Chungará est un lac situé dans la cordillère des Andes, dans la Région d'Arica et Parinacota,au nord du Chili, près de la frontière nord-ouest de la Bolivie. Le lac qui est surplombé par le volcan Parinacota appartient à l'altiplano chilien,  à 4 500 m d'altitude. Il est possible de voir des flamants roses qui y vivent malgré le froid nocturne.
Le principal accès est la route Ch-11 venant d'Arica via Putre et allant vers la Bolivie par le col de Tambo Quemado.
Le lac et le secteur qui l'entoure font partie du parc national Lauca.

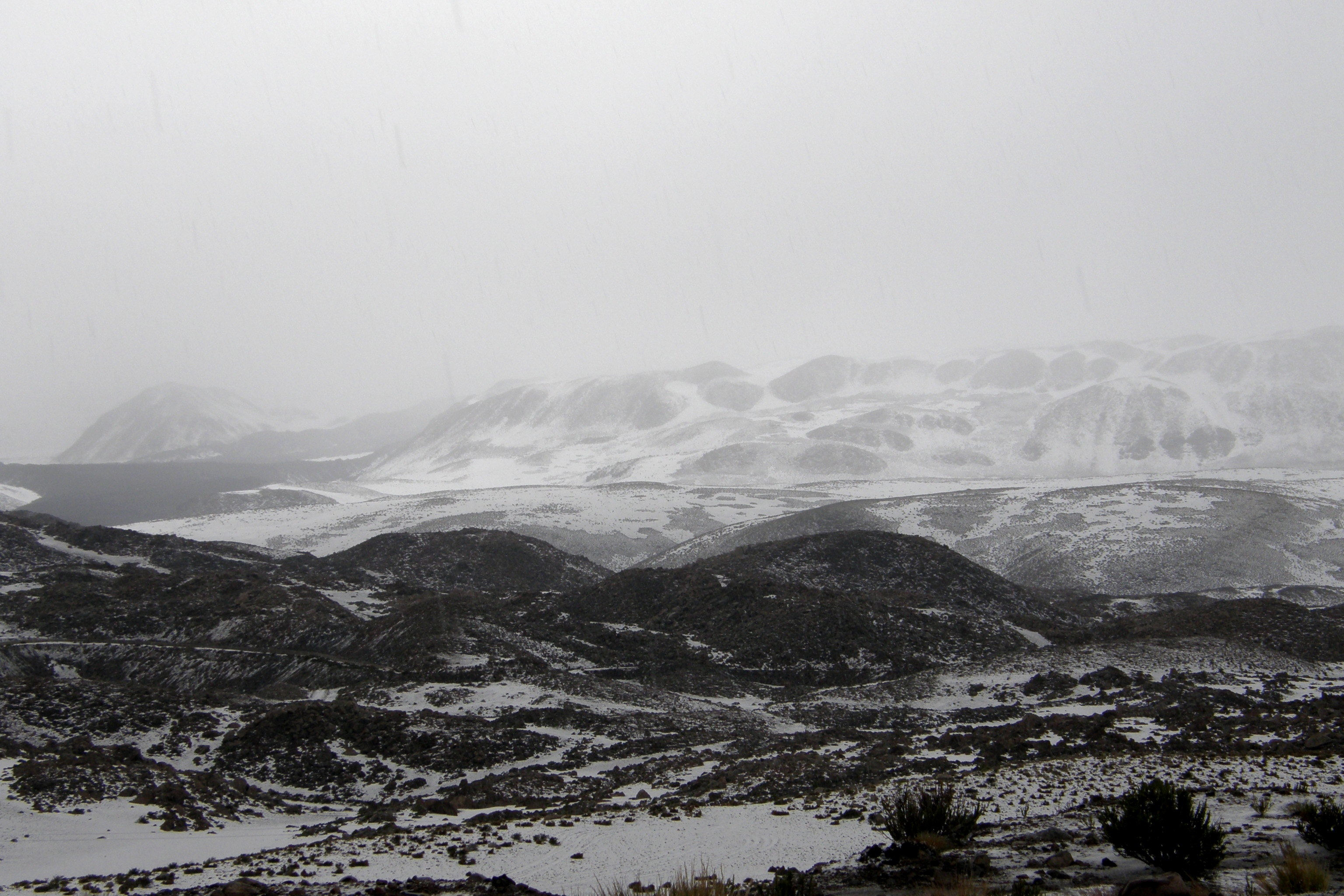
Le lac sous la neige